# Mas de Pontons
El Mas de Pontons és un edifici de grans dimensions declarat bé cultural d'interès nacional, sota la serra d'Ancosa, al costat d'una petita plana de conreu al terme municipal de Pontons (Alt Penedès). Sembla que a l'origen del Mas de Pontons cal situar el castell vell de Pontons. El fogatjament del 1358 manifesta que Jaume d'Avinyó posseïa aleshores la "Quadra del Mas de Pontons". La casa senyorial data dels segles XVII-XVIII. El segle xvii era propietat de la família Boixadors. La capella de Sant Miquel fou beneïda el 1668. Aquest mas té planta rectangular i coberta a quatre vessants. Consta de planta baixa, entresòl, dos pisos i golfes. La porta d'accés, de brancals molt alts, és adovellada, i les finestres, amb marcs i ampits de pedra, són allindades. A la part superior de l'edifici apareixen un matacà i unes garites, de maó. Davant de la masia es troba l'antiga capella de Sant Miquel, utilitzada en l'actualitat com a estable. La capella és d'una sola nau, amb contraforts i sense absis. Té coberta a dos vessants, sostinguda per un arc de diafragma i embigat de fusta. La porta és adovellada.